# Parques Nacionales Naturales

Karte der Naturparks in Kolumbien

Die Parques Nacionales Naturales sind ein Netz von Schutzgebieten in Kolumbien, sie repräsentieren die Naturräume Kolumbiens. 
Das Land ist eines der an biologischer und kultureller Vielfalt reichsten Länder der Welt. Etwa 15 Prozent des Staatsgebietes stehen unter Naturschutz. Auch wenn die Hälfte Kolumbiens bewaldet ist, ist im Zeitraum 1990 bis 2020 mehrere Millionen Hektar Wald durch Ausweitung der Landwirtschaft, den Drogenanbau sowie illegalen Holzeinschlag und der Abbau von Bodenschätzen verloren gegangen.
Landesweit sind Gebiete von ökologischer und kultureller Bedeutung geschützt: Kolumbien wies 59 Parques Nacionales Naturales aus. Der international vergleichbare Schutzstatus der Gebiete nach der IUCN ist unterschiedlich. Sie werden vom Ministerio de Ambiente y Desarrollo Sostenible betreut. Die Gesamtfläche der Reservate macht 14.268.224 Hektar (142.682 km²) aus. In 26 dieser Gebiete liegen Gemeinden, in denen indigene und afro-kolumbianische Menschen leben.
Die Reservate gehören zum staatlich ausgewiesenen Kulturerbe Kolumbiens.

## Sistema de Parques Nacionales de Colombia
Das Sistema de Parques Nacionales de Colombia (SPNN) ist ein Netz aus insgesamt 59 Gebieten (2010) mit einer Fläche von etwa 11.600.000 Hektar, die mehr als 10 % des kolumbianischen Territoriums ausmachen. Sie sind gemäß Artikel 329 des CNR wie folgt organisiert:
- Reserva Natural

- Área Natural Única
- Santuarios de Fauna y flora
- Vía Parque

| Bild | Gründungsjahr | Bezeichnung                                                                     | Region                                | Departamento                          | Fläche (ha) |
| ---- | ------------- | ------------------------------------------------------------------------------- | ------------------------------------- | ------------------------------------- | ----------- |
|      | 1960          | Parque Nacional Natural Cueva de los Guácharos Resolución 020 17-xi-1992        | Región Andina (Cordillera Oriental)   | Huila                                 | 9.000       |
|      | 1964          | Parque Nacional Natural Sierra Nevada de Santa Marta Decr. 1192 26-v-1977       | Región Caribe                         | Cesar – La Guajira – Magdalena        | 383.000     |
|      | 1977          | Vía Parque Isla de Salamanca Resol. 002 12-iii-1982                             | Región Caribe                         | Magdalena                             | 56.200      |
|      | 1968          | Parque Nacional Natural Farallones de Cali Resol. 002 12-iii-1982               | Región Andina (Cordillera Occidental) | Valle del Cauca – Cauca               | 150.000     |
|      | 1968          | Parque Nacional Natural Puracé Resol. 002 12-iii-1982                           | Región Andina (Cordillera Central)    | Cauca – Huila                         | 83.000      |
|      | 1969          | Parque Nacional Natural Tayrona Resol. 002 12-iii-1982                          | Región Caribe                         | Magdalena                             | 15.000      |
|      | 1970          | Parque Nacional Natural El Tuparro Resol. 002 12-iii-1982                       | Región de la Orinoquía                | Vichada                               | 548.000     |
|      | 1971          | Parque Nacional Natural La Macarena Ley 163 30-xii-1959 art.5                   | Región de la Orinoquía                | Meta – Vaupés                         | 620.000     |
|      | 1973          | Parque Nacional Natural Las Orquídeas Resol. 002 12-iii-1982                    | Región Andina (Cordillera Occidental) | Antioquia                             | 32.000      |
|      | 1973          | Parque Nacional Natural de Los Katios Resol. 002 12-iii-1982                    | Región Costa Pacífica                 | Antioquia – Chocó                     | 72.000      |
|      | 1973          | Parque Nacional Natural Los Nevados Resol. 002 12-iii-1982                      | Región Andina (Cordillera Central)    | Caldas – Risaralda – Tolima – Quindío | 38.000      |
|      | 1975          | Parque Nacional Natural Amacayacu Resol. 002 12-III-1982                        | Región Amazónica                      | Amazonas                              | 293.500     |
|      | 1977          | Parque Nacional Natural Las Hermosas Resol. 002 12-iii-1982                     | Región Andina (Cordillera Central)    | Tolima – Valle del Cauca              | 125.000     |
|      | 1977          | Parque Nacional Natural Nevado del Huila Resol. 002 12-iii-1982                 | Región Andina (Cordillera Central)    | Cauca – Huila – Tolima                | 158.000     |
|      | 1977          | Parque Nacional Natural Cordillera de los Picachos Resol. 002 12-iii-1982       | Región Andina (Cordillera Oriental)   | Caquetá – Huila – Meta                | 444.740     |
|      | 1977          | Parque Nacional Natural Chingaza Resol. 002 12-iii-1982                         | Región Andina (Cordillera Oriental)   | Cundinamarca – Meta                   | 76.600      |
|      | 1977          | Parque Nacional Natural Sumapaz Resol. 002 12-iii-1982                          | Región Andina (Cordillera Oriental)   | Cundinamarca – Huila – Meta           | 154.000     |
|      | 1977          | Parque Nacional Natural Cocuy Resol. 002 12-iii-1982                            | Región Andina (Cordillera Oriental)   | Arauca – Boyacá – Casanare            | 306.000     |
|      | 1977          | Parque Nacional Natural Pisba Resol. 002 12-iii-1982                            | Región Andina (Cordillera Oriental)   | Boyacá – Casanare                     | 45.000      |
|      | 1977          | Parque Nacional Natural Tamá Resol. 002 12-iii-1982                             | Región Andina (Cordillera Oriental)   | Norte de Santander                    | 15.000      |
|      | 1977          | Santuario de Fauna y Flora Iguaque Resol. 002 12-iii-1982                       | Región Andina (Cordillera Oriental)   | Boyacá                                | 6.750       |
|      | 1977          | Parque Nacional Natural corales del Rosario y San Bernardo                      | Región Caribe                         | Bolívar                               | 120.000     |
|      | 1977          | Santuario de fauna y flora ciénaga grande de Santa Marta Resol. 002 12-iii-1982 | Región Caribe                         | Magdalena                             | 26.810      |
|      | 1977          | Parque Nacional Natural Sanquianga Resol. 020 17-xi-1992                        | Región Costa Pacífica                 | Nariño                                | 80.000      |
|      | 1977          | Parque Nacional Natural Macuira Resol. 002 12-iii-1982                          | Región Caribe                         | La Guajira                            | 25.000      |
|      | 1977          | Parque Nacional Natural Paramillo Resol. 002 12-iii-1982                        | Región Caribe                         | Antioquia – Córdoba                   | 460.000     |
|      | 1977          | Parque Nacional Natural Munchique Resol. 002 12-iii-1982                        | Región Andina (Cordillera Occidental) | Cauca                                 | 44.000      |
|      | 1977          | Santuario de Fauna y Flora los Colorados Resol. 002 12-iii-1982                 | Región Caribe San Juan de Nepomuceno  | Bolívar                               | 1.000       |
|      | 1977          | Isla de La Corota Resol. 002 12-iii-1982                                        | Región Costa Pacífica                 | Nariño                                | 8           |
|      | 1977          | Santuario de Fauna y Flora los Flamencos Resol. 002 12-iii-1982                 | Región Caribe                         | La Guajira                            | 7.682       |
|      | 1983          | Parque Nacional Natural Gorgona Resol. 020 17-xi-1992                           | Región Insular                        | Cauca                                 | 61.687      |
|      | 1984          | Parque Nacional Natural La Paya Resol. 020 17-xi-1992                           | Región Amazónica                      | Putumayo                              | 422.000     |
|      | 1985          | Santuario de Fauna y Flora Galeras Resol. 020 17-xi-1992                        | Región Andina (Nudo de los Pastos)    | Nariño                                | 7.615       |
|      | 1986          | Parque Nacional Natural Tatamá Resol. 020 17-xi-1992                            | Región Costa Pacífica                 | Chocó – Risaralda – Valle del Cauca   | 51.900      |
|      | 1986          | Parque Nacional Natural Cahuinari Resol. 020 17-XI-1992                         | Región Amazónica                      | Amazonas                              | 575.000     |
|      | 1987          | Parque Nacional Natural Utría Resol. 020 17-xi-1992                             | Región Costa Pacífica                 | Chocó                                 | 54.300      |
|      | 1988          | Área Natural Única Los Estoraques Resol. 002 12-iii-1982                        | Región Andina (Cordillera Oriental)   | Norte de Santander                    | 640         |
|      | 1989          | Parque Nacional Natural Chiribiquete Resol. 020 17-xi-1992                      | Región Amazónica                      | Caquetá – Guaviare                    | 2.782.353,6 |
|      | 1989          | Reserva Nacional Natural Nukak Resol. 020 17-xi-1992                            | Región Amazónica                      | Vaupés – Guaviare                     | 855.000     |
|      | 1989          | Reserva Nacional Natural Puinawai Resol. 020 17-xi-1992                         | Región Amazónica                      | Guainía                               | 1.092.500   |
|      | 1989          | Parque Nacional Natural Tinigua Resol. 020 17-xi-1992                           | Región Amazónica                      | Meta                                  | 201.875     |
|      | 1989          | Parque Nacional Natural Catatumbo Barí Resol. 020 17-xi-1992                    | Región Andina (Cordillera Oriental)   | Norte de Santander                    | 158.125     |
|      | 1993          | Santuario de Fauna y Flora Guanenta Alto Río Fonce                              | Región Andina (Cordillera Oriental)   | Santander                             | 10.429      |
|      | 1995          | Parque Nacional Natural Old Providence Mc Bean Lagoon                           | Región Insular                        | San Andrés und Providencia            | 995         |
|      | 1995          | Santuario de Fauna y Flora Malpelo                                              | Región Insular                        | Valle del Cauca                       | 120         |
|      | 1996          | Santuario de Fauna y Flora Otún Quimbaya                                        | Región Andina (Cordillera Central)    | Risaralda                             | 489         |
|      | 2002          | Parque Nacional Natural Río Puré                                                | Región Amazónica                      | Amazonas                              | 999.880     |
|      | 2002          | Parque Nacional Natural Indi Wasi                                               | Región Amazónica                      | Amazonas                              | 68.000      |
|      | 2002          | Santuario de Fauna y Flora El Corchal „El mono Hernández“                       | Región Caribe                         | Sucre – Bolivar                       | 3.850       |
|      | 2005          | Parque Nacional Natural Selva de Florencia                                      | Región Andina (Cordillera Central)    | Caldas                                | 10.019      |
|      | 2005          | Parque Nacional Natural Serranía de los Yariguíes                               | Región Andina (Cordillera Oriental)   | Santander                             | 59.063      |
|      | 2006          | Parque Nacional del Chicamocha                                                  | Región Andina (Cordillera Oriental)   | Santander                             | 264         |
|      | 2007          | Parque Nacional Natural Complejo Volcánico Doña Juana – Cascabel                | Región Andina (Nudo de los Pastos)    | Nariño – Cauca                        | 65.858      |
|      | 2007          | Parque Nacional Natural Serranía de los Churumbelos Auka-Wasi                   | Región Amazónica                      | Cauca – Caquetá – Putumayo – Huila    | 97.189      |
|      | 2008          | Santuario de Fauna y Flora Plantas Medicinales Orito Ingi-Andé                  | Región Amazónica                      | Nariño – Putumayo                     | 10.204      |
|      | 2009          | Parque Nacional Natural Yaigojé Apaporis                                        | Región Amazonica                      | Vaupés – Amazonas                     | 1.060.603   |
|      | 2010          | Parque Nacional Natural Uramba Bahía Málaga                                     | Región Costa Pacífica                 | Valle del Cauca                       | 47.094      |
|      | 2013          | Santuario de fauna y flora Acandí, Playón y Playona                             | Región Caribe                         | Chocó                                 | 26.232      |
|      | 2013          | Parque nacional natural Corales de Profundidad                                  | Región Caribe                         | Bolívar                               | 149.192     |
|      | 2014          | Parque nacional natural Bahía Portete-Kaurrele                                  | Región Caribe                         | La Guajira                            | 12.500      |